# Árni Gautur Arason
Árni Gautur Arason (Reykjavík, 7 de maio de 1975) é um ex-futebolista islandês que atuava como goleiro. 
Em 17 anos de carreira, iniciada em 1994 no ÍA, jogaria ainda em seu país natal pelo Stjarnan, entre 1996 e 1997. Fora da Islândia, defendeu Rosenborg, Vålerenga, Odd Grenland (todos da Noruega), Manchester City (Inglaterra) e Thanda Royal Zulu (África do Sul)  Lierse SK (Bélgica), onde jogou apenas 2 partidas e, desde então, ficou sem clube. Encerrou a carreira em maio de 2012, depois de uma operação malsucedida no cotovelo.
Pela Seleção Islandesa, Arason, que também defendeu as equipes de base entre 1990 e 1997, atuou em 71 partidas entre 1998 a 2010, sendo o vigésimo jogador com mais participações (empatado com o ex-meio-campista Arnar Grétarsson) e o terceiro goleiro que mais jogou, ficando atrás apenas de Hannes Þór Halldórsson, convocado desde 2011, e Birkir Kristinsson, que foi o titular do gol islandês entre 1988 e 2004.

## Títulos
Rosenborg
- Eliteserien: 2000, 2001 e 2002
- Copa da Noruega: 1999

Vålerenga
- Eliteserien: 2005

## Links
- Árni Gautur Arason em National-Football-Teams.com